# Chaszm al-Kirba
Chaszm al-Kirba – miasto w Sudanie, w prowincji Kassala. Według danych szacunkowych na rok 2008 liczyło 42 900 mieszkańców.